# Zeitvertrag
Ein Zeitvertrag ist 
- umgangssprachlich eine Rahmenvereinbarung im Bauwesen. Er verpflichtet den Auftragnehmer für eine bestimmte Zeit (in der Regel ein bis vier Jahre) definierte Leistungen auf Abruf durchzuführen. Die Leistungen werden meist in Form von Einzelaufträgen zu den im Rahmenvertrag festgelegten Bedingungen beauftragt. Geregelt wird solch ein Vertrag unter anderem vom GAEB.
- ein zeitlich befristeter Arbeitsvertrag. Siehe Befristetes Arbeitsverhältnis und/oder
  - Arbeitsrecht (Deutschland)
  - Arbeitsrecht (Österreich)
  - Arbeitsrecht (Schweiz)
- ein zeitlich befristeter Mietvertrag einzelner Länder

Siehe auch: